# Personaggi di Grand Theft Auto: Liberty City Stories
Grand Theft Auto - Liberty City Stories è un videogioco edito dalla Rockstar Games nel 2005, originariamente per PlayStation Portable e poi convertito per PlayStation 2. Secondo la tradizione dei titoli della serie GTA, il gioco è colossale e presenta molti personaggi, alcuni già incontrati nei precedenti capitoli della serie.

## Antonio "Toni" Cipriani
L'alter-ego digitale che scorrazzerà nella Liberty City del 1998. Fu costretto a lasciare Liberty nel 1994 dopo aver ucciso un rivale della famiglia Leone, su ordine del suo padrino, Salvatore. Dopo quattro anni torna in città, capendo che non ricoprirà il ruolo che pensava nella famiglia, perché adesso il nuovo pupillo dei Leone è Vincenzo Cilli. Riapparirà tre anni dopo in Grand Theft Auto III in cui affiderà delle missioni a Claude, il protagonista del gioco. È doppiato da Danny Mastrogiorgio.

## Salvatore Leone
Sei anni dopo Grand Theft Auto: San Andreas e tre anni prima di Grand Theft Auto III (in cui sarà ucciso da Claude), ecco nuovamente il potente boss dei Leone. Nativo di Palermo, in Sicilia, Salvatore è un Don tradizionalista solito usare il pugno di ferro e i valori siciliani per amministrare la sua organizzazione. Affiderà a Cipriani missioni decisive a Portland, Staunton e Shoreside. È doppiato da Frank Vincent.

## Vincenzo Cilli
Quando Toni lasciò Liberty City Vincenzo era solo un picciotto agli ordini dei Leone. Tuttavia grazie alle sue qualità bruciò rapidamente le tappe divenendo il braccio destro di Don Salvatore. Ora Toni e Vinnie devono lavorare assieme a gran disappunto di Cipriani. Vinnie affiderà a Cipriani le prime missioni del gioco a Portland. Salvatore mette da parte Vincenzo per Toni, e per questo Vincenzo stesso cercherà di far finire Cipriani nelle mani della polizia, senza successo. Sarà ucciso da Toni nella missione "Non aprite quel porto". È doppiato da Joe Lo Truglio.

## Joseph Daniel "JD" O'Toole
Di origini in parte irlandesi, JD è il pavido e depravato gestore del Paulie's Revue Bar, un piccolo strip club di proprietà della Famiglia Sindacco, sito nel distretto a luci rosse di Portland, tramite il quale, sempre per conto dei Sindacco, gestisce clandestinamente un lucroso giro di prostituzione. Non trovandosi più bene con questi ultimi, JD decide di fare il doppiogioco, fornendo informazioni e, quando possibile, supporto tattico alla Famiglia Leone, con la speranza di poter un giorno entrarne a far parte. JD affiderà a Toni alcune missioni a Portland per poi essere ucciso da Mickey Hamfists nella missione "Uomo d'onore", dove credeva che sarebbe diventato un uomo d'onore dei Leone. Lo strip club, a seguito della sua morte, passerà definitivamente di mano alla Famiglia Leone, venendo poi gestito, durante gli eventi di Grand Theft Auto III, da Luigi Goterelli con il nuovo nome di Sex Club Seven. È doppiato da Greg Wilson.

## Ma Cipriani
La madre cui Tony è molto devoto e morbosamente attaccato. È costantemente delusa dal figlio e lo crede un codardo, che per lei non avrebbe avuto il coraggio di tornare a Liberty City dopo l'omicidio. Toni però le dimostrerà il contrario. Ma' affiderà a Cipriani alcune missioni a Portland che termineranno con la morte di Giovanni Casa. Tuttavia metterà una taglia sul figlio e per un po' di tempo Toni dovrà guardarsi le spalle dai sicari di sua madre. La taglia verrà ritirata da sua madre dopo che Toni diventerà un "uomo d'onore". È doppiata da Sondra James.

## Paulie Sindacco
Boss della famiglia Sindacco, parente di Johnny Sindacco apparso e morto sei anni prima in Grand Theft Auto: San Andreas. Paulie è un uomo che molto raramente mostra il suo volto a Liberty City, preferendo viaggiare continuamente visitando i suoi casinò di Las Venturas e delegando ai suoi capi i compiti secondari. Sarà ucciso da Cipriani nella missione "La morte chiama". È doppiato da Jeff Gurner.

## Franco Forelli
Boss della famiglia Forelli, probabilmente fratello di Sonny Forelli apparso (e morto) dodici anni prima in Grand Theft Auto: Vice City. Franco è un idiota egoista che in questo momento è in lotta con i Leone per la supremazia nella malavita italiana a Liberty City. Sarà (probabilmente) ucciso da Cipriani nella missione "Disturbo della quiete pubblica".

## Massimo Torini
È un mafioso siciliano, arrivato nella City per mettere ordine nelle lotte tra Famiglie. Uomo all'antica, ambiguo e misterioso, si esprime con un inglese maccheronico, imbastito di numerosi termini italiani. Sarà ucciso da Cipriani nella missione finale del gioco "Scacco Siculo". È doppiato da Duccio Faggella.

## Kazuki Kasen
Il fratello maggiore di Kenji e Asuka Kasen, che saranno uccisi tre anni dopo in Grand Theft Auto III. Boss della Yakuza (la mafia giapponese), elegante e potente. Sarà ucciso da Cipriani nella missione "Kazuki dorme con le fisches". È doppiato da Keenan Shimizu.

## Toshiko Kasen
La bella moglie di Kazuki Kasen, che ha sposato solo per motivi politici. È, infatti, trascurata da Kazuki che si dice preferisca essere in compagnia dei suoi uomini che non in quella della moglie. Toshiko affiderà a Cipriani alcune missioni a Staunton che termineranno con la morte di Kazuki Kasen e il suicidio di quest'ultima. È doppiata da Hana Moon.

## Donald Love
Dodici anni dopo Grand Theft Auto: Vice City e tre anni prima di Grand Theft Auto III, riecco il ricco magnate Donald Love. Un pezzo grosso della scena politica ed economica della città. In questo momento è candidato per diventare presidente di Liberty City. Donald affiderà a Cipriani alcune missioni a Staunton e Shoreside che termineranno con la morte di Avery Carrington e Ned Burner. Love è un cannibale. inoltre darà la colpa a Cipriani per essere andato in bancarotta e di non aver vinto le elezioni (questo accade alla fine delle missioni a Staunton). È doppiato da Will Janowitz.

## R. C. Hole
L'astuto sindaco corrotto di Liberty City, legato a filo doppio con i Forelli. Sarà ucciso da Cipriani nella missione "Una passeggiata nel parco".

## Maria Latore
Sei anni dopo Grand Theft Auto: San Andreas e tre anni prima di Grand Theft Auto III (in cui sarà salvata e forse uccisa da Claude), riecco la bella Maria, logorroica e prepotente; è interessata più ai soldi del Don che non a lui. Maria affiderà a Cipriani alcune missioni a Portland che termineranno con il suo salvataggio da un'overdose. È doppiata da Fiona Gallgher.

## Jane Hopper
Una sindacalista corrotta, contratta duramente i prezzi con chiunque (come Salvatore) che voglia controllare il sindacato. Probabilmente è un transessuale. È doppiata da Gordana Rashovich.

## Leon McAffrey
Tre anni prima di Grand Theft Auto III, in cui sarà ucciso da Claude su ordine di Ray Machowski. Un furbo sbirro corrotto che mira alla sopraffazione delle gang più forti sulle più piccole. Leon affiderà a Cipriani alcune missioni a Staunton che hanno come obiettivo la rovina delle gang cittadine. È doppiato da Ron Orbach.

## Ray Machowski
Tre anni prima di Grand Theft Auto III, in cui sarà stranamente corrotto, cosa che qui non è: Ray è, infatti, il collega onesto di Leon, lo affianca in ogni suo movimento senza mai compromettersi; tuttavia capirà che non è facile essere onesti a Liberty City È doppiato da Peter Appel.

## 8-Ball
Due anni prima di Grand Theft Auto Advance e tre prima di Grand Theft Auto III, riecco il fido venditore di bombe, nostro alleato durante la guerra tra clan. 8-Ball affiderà a Cipriani alcune missioni a Shoreside che termineranno con la presunta morte di Franco Forelli. È doppiato da Guru.

## Avery Carrington
Dodici anni dopo Grand Theft Auto: Vice City, riecco il distruttivo magnate texano dell'edilizia. In questo capitolo porta una parrucca. Furbo e imprevedibile, si reca a Liberty City per sviluppare dei piani (che passeranno successivamente a Donald Love). Sarà ucciso da Cipriani nella missione "Arraffa l'arraffatore", e successivamente mangiato da Donald Love, il quale era un suo allievo.

## Mickey Hamfists
Tre anni prima di Grand Theft Auto III, in cui appariva come la guardia del corpo di Luigi Goterelli. Un potente ma stupido aspirante giocatore di football, fedelissimo uomo dei Leone. È doppiato da Chris Tardio.

## Ned Burner
Ned è il giornalista d'assalto del Liberty Tree, che vuole raccontare sempre i sensazionali fatti cui è testimone (spesso inventati). Ned affiderà a Cipriani alcune missioni a Staunton (fingendosi un prete) che termineranno con l'uccisione di DB-P, Black Lightman e Faith W. Fotograferà l'omicidio di Avery Carrington. Sarà ucciso da Cipriani nella missione "Ferma la stampa!". Dopo il suo corpo sarà rubato, insieme a quello di Avery, da Donald Love (per mangiarli) con l'aiuto di Toni. È doppiato da Peter Bradbury.

## Giovanni Casa
Gestisce un negozio di specialità culinarie italiane nel distretto di Chinatown. Ma' Cipriani s'innamorerà di lui, ritenendolo un uomo molto migliore di suo figlio, nonostante sia solo un depravato che parla sempre a sproposito. Ha dei conti in sospeso proprio con lei. Sarà ucciso da Cipriani nella missione "Carne morta". È doppiato da Joel Jones.

## Wayne
Wayne è il capo di una gang di motociclisti che scorrazza a Liberty City. Sarà ucciso da Cipriani nella missione "Biker in calore". Il suo vero nome è Cedric Fotheringay

## Miguel
Boss dei membri del Cartello Colombiano. Sarà ferito da Cipriani e dagli uomini di Leone nella missione "Contrabbando" (forse sarà anche arrestato dai poliziotti) e verrà ucciso da Catalina in GTA III.

## Faith W
È una delle tre celebrità che devono raggiungere la radio LCFR per un'intervista. Nella missione, partirà dall'aeroporto Francis con il suo elicottero privato ed arriverà a Staunton Island. Sarà uccisa da Cipriani nella missione "Falsi idoli".

## DB-P
È una delle tre celebrità che devono raggiungere la radio LCFR per un'intervista. Nella missione, partirà in barca da Portland ed arriverà al molo di Staunton Island, dove salirà poi su una Patriot blindata. Sarà ucciso da Cipriani nella missione "Falsi idoli".

## Black Lightman
È una delle tre celebrità che devono raggiungere la radio LCFR per un'intervista. Nella missione, partirà in Limousine dall'ospedale di Staunton Island, dove era ricoverato. Sarà ucciso da Cipriani nella missione "Falsi idoli".